# Драганосковци
Драганосковци е село в Северна България. То се намира в община Елена, област Велико Търново. Разположено е на около 5 км от Елена, в землището на село Яковци.